# بوروری، بوروندی
بوروری (به سواحیلی: Bururi) شهری در استان بوروری واقع در کشور بوروندی است که در سال ۱۹۹۰ میلادی ۱۵٫۸۱۶ نفر جمعیت داشته و جمعیت آن در سال ۲۰۰۵ میلادی به ۱۹٫۷۴۰ نفر رسیده‌است.